# Sai Lamtempel

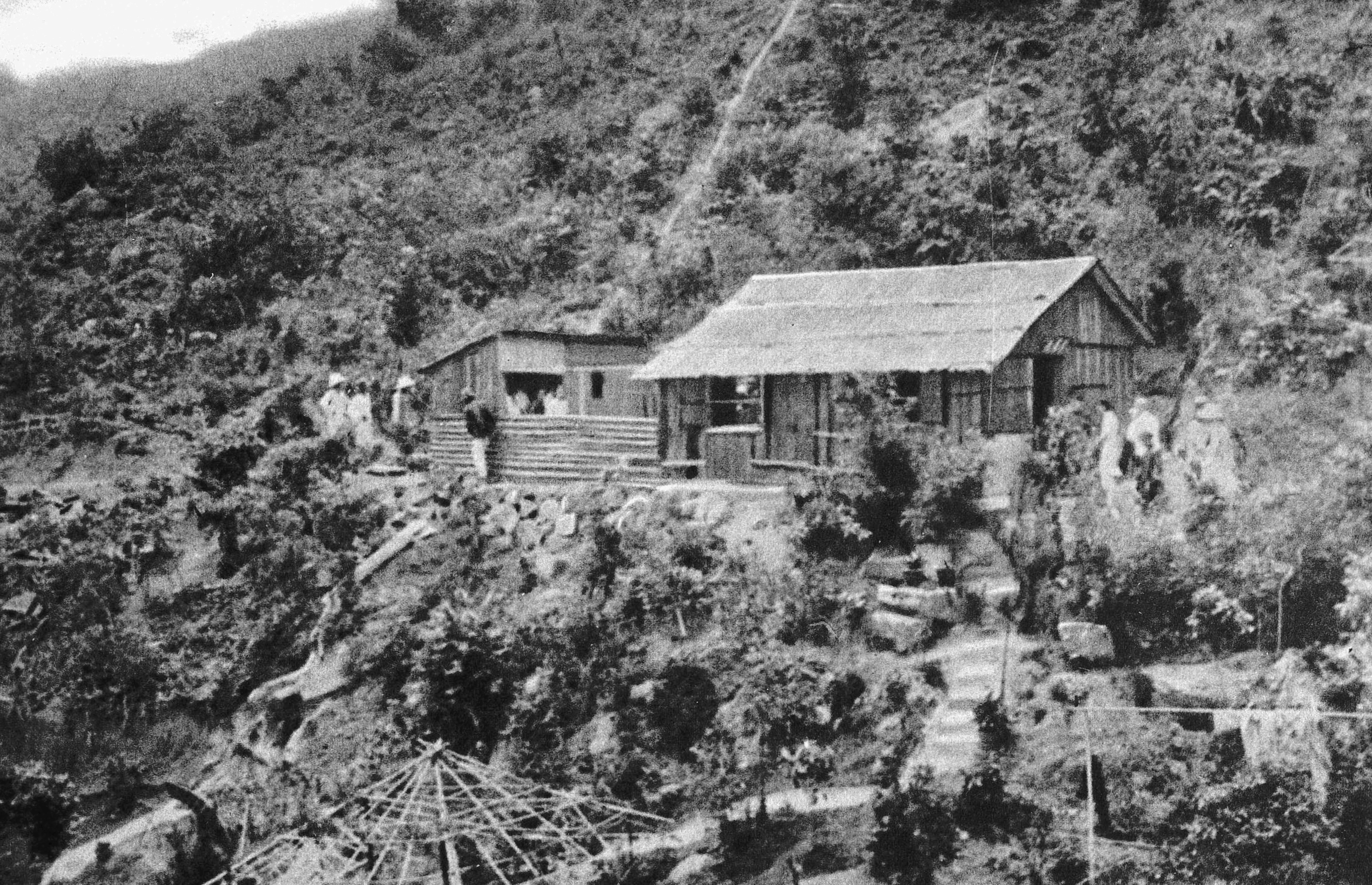
Kluizenaar hut (1932).

Sai Lamtempel is een boeddhistische tempel in Shatin, Hongkong, Volksrepubliek China. De tempel werd in 1923 gebouwd. De tempel is zeer bekend om drukke bezoektijden van gelovigen en om hun vegetarische maaltijden. In de jaren tachtig werd de tempel opgekocht door een Thaise onderneming. In deze periode werd de tempel ernsitg verwaarloosd. In 2009 werd het grondig gerenoveerd tot een bewaarplaats voor urnen door de nieuwe eigenaar met de familienaam Chong. De lokale overheid had andere plannen voor de tempel en wilde het ombouwen tot een toeristische bezienswaardigheid. Helaas kon dit niet gebeuren doordat de overheid geen eigenaar van het stuk grond is.
In de tuin van de tempel staat een groot beeld van Guanyin. Ook is er een Guanyinhal.